# (3905) Doppler
(3905) Doppler es un asteroide binario perteneciente al cinturón de asteroides, descubierto el 28 de agosto de 1984 por Antonín Mrkos desde el Observatorio Kleť, České Budějovice, República Checa. Designado provisionalmente como 1984 QO, fue posteriormente nombrado Doppler en honor al físico y matemático alemán Christian Andreas Doppler.

## Características
En 2014 se descubrió a partir de observaciones con la intención de caracterizar su curva de luz, que este asteroide está compuesto por dos cuerpos que rotan de forma síncrona, uno alrededor del otro, en un periodo de 50,8 días.
En observaciones realizadas en 2017 de una serie de ocultaciones entre los cuerpos del sistema y modelando las curvas de luz como si pertenecieran a un elipsode alargado, se ha podido inferir una densidad de 3,8 gr/cm³ para ambos componentes, haciendo la suposición de que tienen idéntica composición. Esta densidad es típica de los asteroides de Tipo M.